# Carlos Bolsonaro
Carlos Nantes Bolsonaro (Resende, 7 de diciembre de 1982) es un político brasileño.
Es el segundo hijo del anterior presidente de Brasil, Jair Bolsonaro. Actualmente está cumpliendo su quinto mandato como concejal municipal de la ciudad de Río de Janeiro. También es hermano del congresista Eduardo Bolsonaro y del senador Flávio Bolsonaro.
En una entrevista con la radio Jovem Pan, el presidente Jair Bolsonaro declaró que Carlos Bolsonaro era su principal cable electoral y el responsable de su elección, ya que había comandado, desde 2010, todo el´marketing político y la campaña presidencial. El presidente también dijo que tenía el deseo de poner a Carlos Bolsonaro al frente de un ministerio, pero el propio Carlos Bolsonaros negó tal posibilidad de asumir cualquier ministerio o secretaría.
Involucrado habitualmente en controversias durante la administración del presidente Bolsonaro, como la caída de varios de los principales ministros del gobierno, Carlos Bolsonaro, le valió a los medios el apodo de "pit bull" de la familia Bolsonaro, o "el hijo ruidoso del presidente".

## Biografía
Carlos Bolsonaro es el segundo hijo de Jair Bolsonaro y Rogéria Nantes, nacido el 7 de diciembre de 1982 en la Academia Militar de Agulhas Negras (AMAN), en Resende, Río de Janeiro. En el año de su nacimiento, Jair Bolsonaro era primer teniente del ejército y es por eso que nació en el hospital de AMAN.
En una entrevista con la periodista Leda Nagle en YouTube, Carlos declaró que, a diferencia de los hijos de los otros oficiales, él y sus dos hermanos (Flávio y Eduardo) nunca lograron hacer su educación básica en las escuelas militares, porque, según él, "los militares de la época dificultaron que ello sucediera”. 
Carlos Bolsonaro es licenciado en ciencias aeronáuticas por la Universidade Estácio de Sá. Antes de comenzar en las ciencias aeronáuticas, estudió derecho durante seis meses, pero se familiarizó con el curso.

## Vida política

### Concejal de Río de Janeiro
Carlos Bolsonaro fue elegido concejal en el municipio de Río de Janeiro el 4 de octubre de 2000, a la edad de 17 años. En ese momento, los padres de Carlos, Jair y Rogéria, estaban pasando por una separación. Rogéria fue concejal en su segundo mandato en Río de Janeiro. Debido a la separación, Jair dejó de apoyar a Rogéria al lanzar a su hijo Carlos Bolsonaro para competir, contra su madre, por el puesto de concejal. Con el apoyo de su padre, Carlos fue elegido concejal con 16.000 votos, convirtiéndose en el consejero. Sin el apoyo del diputado Jair Bolsonaro, Rogéria no pudo renovar su mandato. En 2023 nace primer hija matrimonia, en 2018 se informó que Carlos mantiene una relación con la actriz Martha Seillier, quien fue nombrada representante de Brasil en el Banco Interamericano de Desarrollo (BID), tras la llegada de su padre al poder, pese a no contar con estudios en economía o finanzas.

#### Desempeño electoral
| Año  | Partido      | Votos   | %     | Diferencia con el año anterior | Resultado |
| ---- | ------------ | ------- | ----- | ------------------------------ | --------- |
| 2000 | PPB          | 16.053  | 0,5   | Nuevo                          | Electo    |
| 2004 | PTB          | 22.355  | 0,659 | 6.402                          | Eleito    |
| 2008 | PP           | 28.209  |       | 5.854                          | Electo    |
| 2012 | PP           | 23.679  |       | 4.530                          | Electo    |
| 2016 | PSC          | 106.657 | 3,65  | 82.978                         | Electo    |
| 2020 | Republicanos | 71.000  | 2,69  | 35.657                         | Electo    |

### Actuación como concejal
Durante sus cuatro períodos frente al Consejo de la Ciudad de Río de Janeiro, Carlos Bolsonaro sirvió en varias comisiones, incluida la Comisión de Defensa de los Derechos Humanos, de la cual fue presidente en 2009. También fue líder del Partido Progresista (PP) en 2003 y de 2006 a 2008, y líder del PTB de 2003 a 2004.     
Carlos tiene una carrera legislativa con pocas leyes aprobadas. Entre los escasos logros están la ley que puso fin a las votaciones secretas en la Cámara de Río, la ley que impidió que se cambiaran los nombres de las calles sin el apoyo de más del 50% de los habitantes de la calle, y la ley que prohibió la distribución del Kit Antihomofobia, popularmente conocida como Kit Gay. Carlos fue el concejal más votado en Río de Janeiro en las elecciones de 2016, ganando 106.657 votos. Actualmente, Carlos se desempeña como vicepresidente de la Comisión para la Defensa de los Derechos Humanos.
Durante una visita oficial del presidente Jair Bolsonario a Estados Unidos, el 18 de marzo de 2019, Carlos Bolsonaro publicó un tweet diciendo que estaba en Brasilia trabajando en las "líneas de producción" del presidente: 

En Brasília. Entre otras cosas, hablando con amigos, diputados federales y desarrollando líneas de producción solicitadas por el presidente Jair Bolsonaro.
Carlos, en su Twitter.

 El hecho de que Carlos Bolsonaro dejó su cargo como concejal de la ciudad de Río y se fue a Brasilia para ocuparse de los asuntos del presidente generó críticas y le valió el apodo de "concejal federal".

### Campaña de Jair Bolsonaro

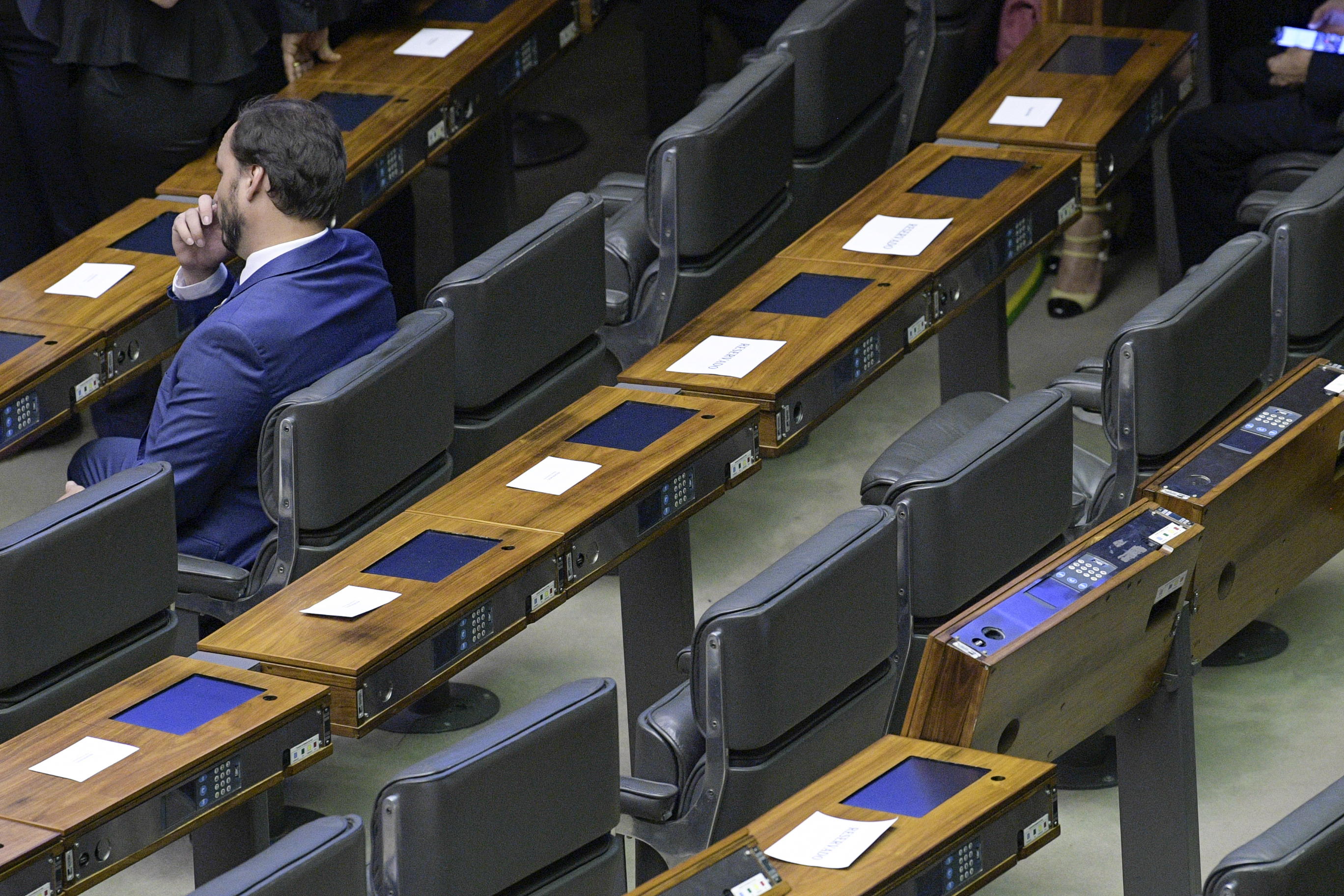
Carlos Bolsonaro en el pleno del Congreso Nacional

En una entrevista con la radio Jovem Pan, el presidente Jair Bolsonaro atribuyó a su hijo Carlos el mérito de su elección y el éxito de su campaña electoral. El mandatario afirmó que Carlos fue quien inició la campaña en las redes sociales y fue el precursor de las mismas durante todo el proceso electoral. Según Carlos Bolsonaro, alrededor de 2010, cuando buscó el nombre de su padre en Google, vio que los resultados de la búsqueda solo estaban relacionados con cosas negativas. Entonces decidió crear un blog donde comenzó a poner fotos familiares del entonces diputado, con el fin de crear una imagen positiva de su padre.
Durante las elecciones presidenciales de 2018, Carlos Bolsonaro se retiró de sus funciones en el ayuntamiento de Río para hacerse cargo de la campaña de su padre a tiempo completo. La principal sede de la campaña de Jair Bolsonaro era la casa de su hijo Carlos, quien vivía en el mismo condominio que su padre.
En abril de 2019, en una entrevista con radio Jovem Pan, el ya presidente Jair Bolsonaro afirmó que su hijo "02" es quien manejaba sus redes sociales y dijo que por eso la gente quería alejarlo de su hijo. En las elecciones, Carlos desestimó una candidatura a diputado estatal o federal porque, según él, estaba satisfecho con lo que tenía y decidió dedicarse a la campaña de su padre.

## Vida personal
Según un artículo de Jornal Extra en enero de 2019, Carlos Bolsonaro tendría una relación discreta con la catarinense Paula Bramont, relación que ya tendría ocho años.